# 大古力 (华盛顿州)
大古力（英文：Grand Coulee），是美国华盛顿州格兰特县下属的一座城市。根据 2000年美国人口普查，该市有人口897人。根据2010年美国人口普查，该市有人口988人。而2011年估计该市有1,044人。